# NGC 853
NGC 853 (другие обозначения — MCG −2-6-38, KUG 0209-095, IRAS02092-0932, PGC 8397) — карликовая спиральная галактика в созвездии Кит. Открыта Уильямом Гершелем в 1785 году. Описание Дрейера: «тусклый, маленький, вытянутый объект».
NGS 853 входит в небольшое число карликовых галактик, развёрнутых к нам под углом, позволяющим одновременно смоделировать распределение массы и вращение вещества в галактике и для неё было смоделировано распределение тёмной материи.
Галактика достаточно сильно удалена от центра Сверхскопления Персея-Рыб, однако лучевая скорость и красное смещение говорят о том, что  галактика вероятно относится к  нему.
Этот объект входит в число перечисленных в оригинальной редакции «Нового общего каталога».